# Notre-Dame-de-la-Mer
Notre-Dame-de-la-Mer est une commune française située dans le département des Yvelines, en région Île-de-France.
Elle est créée le 1er janvier 2019 sous le statut de commune nouvelle par la fusion des anciennes communes de Jeufosse et Port-Villez. Le chef-lieu se situe à Jeufosse.

## Géographie

### Situation
Notre-Dame-de-la-Mer est située à l'extrême nord-ouest du département des Yvelines, et est limitrophe de l'Eure.
La commune est riveraine de la Seine située sur sa rive gauche à l'ouest de Bonnières-sur-Seine à 16 km environ à l'ouest de Mantes-la-Jolie, sous-préfecture, et à 57 km environ au nord-ouest de Versailles, préfecture du département.
Elle se trouve dans l'aire d'attraction de Paris, dans la zone d'emploi de Seine-Yvelinoise et dans le bassin de vie  de Bonnières-sur-Seine.

### Communes limitrophes
Les communes limitrophes sont  Bennecourt, Blaru, Bonnières-sur-Seine, Giverny, La Villeneuve-en-Chevrie, Limetz-Villez et Vernon.
| Vernon (Eure) | Giverny (Eure)           | Limetz-Villez       |
| Blaru         | Notre-Dame-de-la-Mer     | Bennecourt          |
|               | La Villeneuve-en-Chevrie | Bonnières-sur-Seine |

### Relief et géologie
Il convient de se reporter aux articles consacrés aux anciennes communes fusionnées.

### Hydrographie

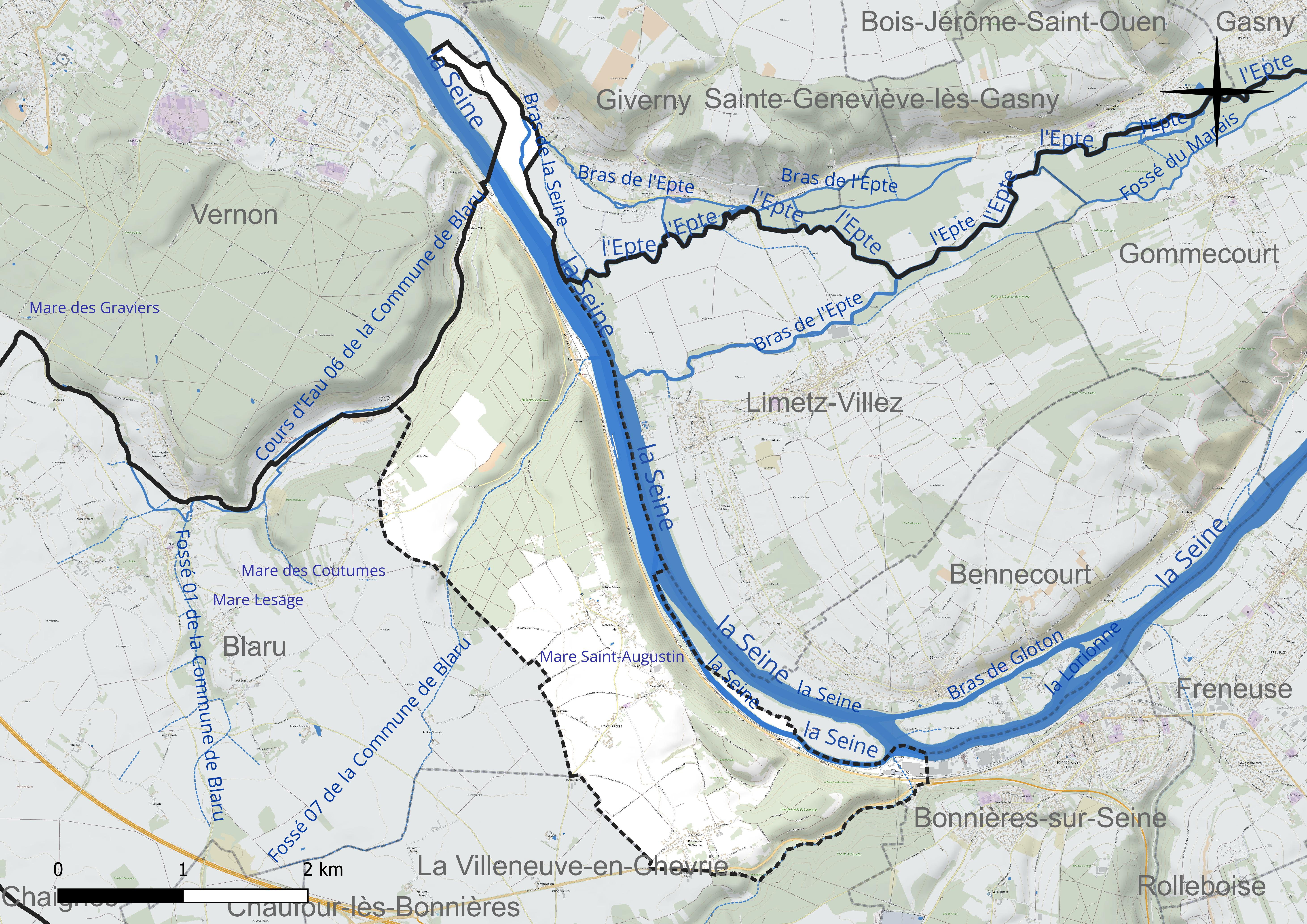
Carte hydrographique de la commune.

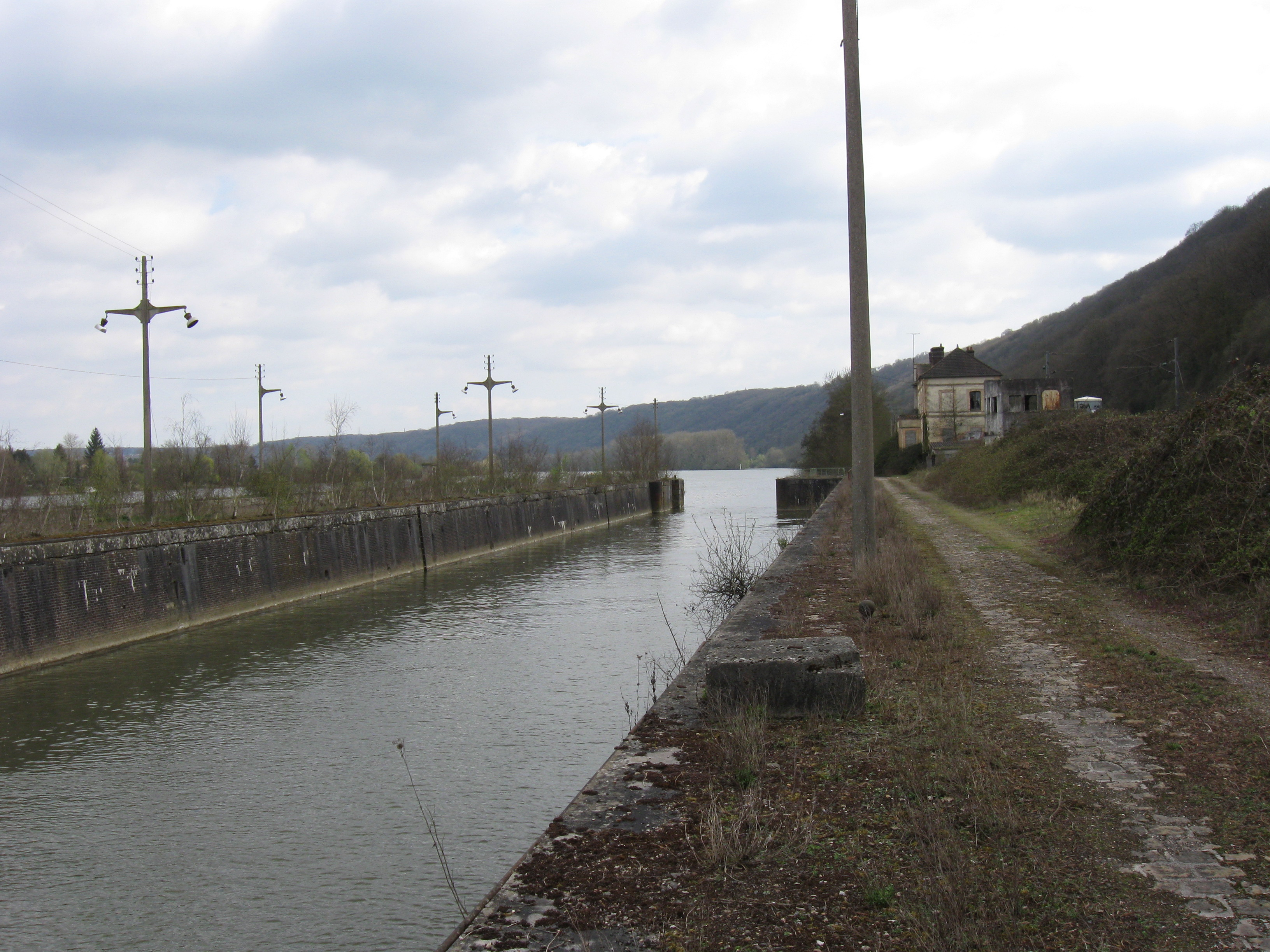
L'ancienne écluse de Port-Villez.

Le fleuve la Seine constitue la limite nord-est de la commune
La commune est notamment drainée par le Ru des Saulots, qui se jette dans la Seine.
Une partie de l'Île de la Flotte se trouve dans le territoire communal

### Climat
Pour des articles plus généraux, voir Climat de l'Île-de-France et Climat des Yvelines.
En 2010, le climat de la commune est de type climat océanique dégradé des plaines du Centre et du Nord, selon une étude du CNRS s'appuyant sur une série de données couvrant la période 1971-2000. En 2020, Météo-France publie une typologie des climats de la France métropolitaine dans laquelle la commune est exposée à un climat océanique et est dans la région climatique Sud-ouest du bassin Parisien, caractérisée par une faible pluviométrie, notamment au printemps (120 à 150 mm) et un hiver froid (3,5 °C).
Pour la période 1971-2000, la température annuelle moyenne est de 11 °C, avec une amplitude thermique annuelle de 14,1 °C. Le cumul annuel moyen de précipitations est de 691 mm, avec 10,6 jours de précipitations en janvier et 8,1 jours en juillet. Pour la période 1991-2020, la température moyenne annuelle observée sur la station météorologique la plus proche, située sur la commune de Magnanville à 14 km à vol d'oiseau, est de 11,6 °C et le cumul annuel moyen de précipitations est de 641,5 mm,. Pour l'avenir, les paramètres climatiques de la commune estimés pour 2050 selon différents scénarios d'émission de gaz à effet de serre sont consultables sur un site dédié publié par Météo-France en novembre 2022.

## Urbanisme

### Typologie
Au 1er janvier 2024, Notre-Dame-de-la-Mer est catégorisée commune rurale à habitat dispersé, selon la nouvelle grille communale de densité à sept niveaux définie par l'Insee en 2022.
Elle est située hors unité urbaine. Par ailleurs la commune fait partie de l'aire d'attraction de Paris, dont elle est une commune de la couronne,. Cette aire regroupe 1 929 communes,.

### Lieux-dits et écarts
Il convient de se reporter aux articles consacrés aux anciennes communes fusionnées, à savoir : Jeufosse et Port-Villez.

## Toponymie

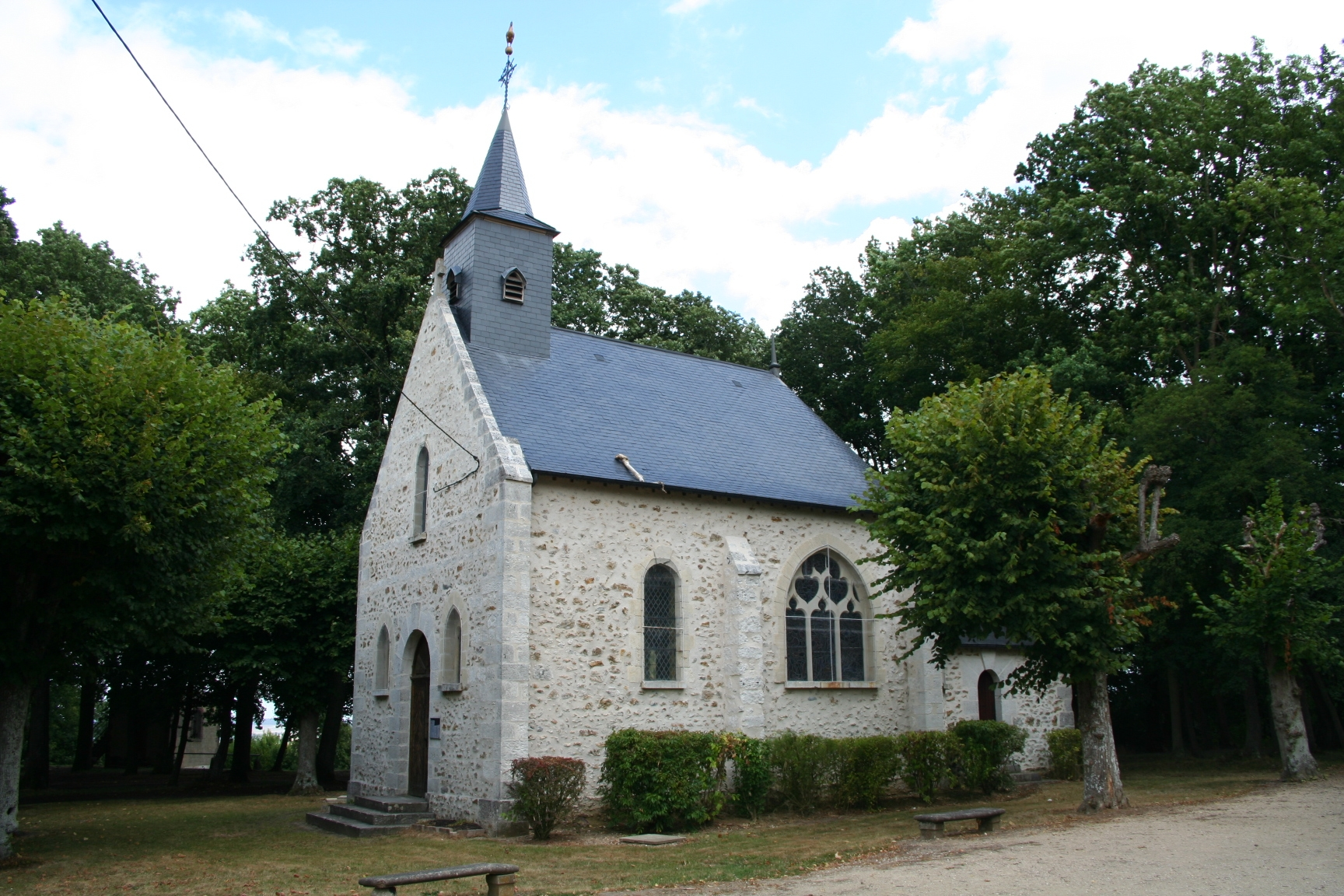
Chapelle Notre-Dame-de-la-Mer.

Le néo-toponyme de la commune provient du nom de la chapelle Notre-Dame-de-la-Mer, qui domine la vallée de la Seine à Jeufosse,.
Initialement créée sous le nom de Notre Dame de la Mer (sans les tirets), un arrêté préfectoral du 24 octobre 2018 apporte la correction.
On a retrouvé la trace historique d’une succession de constructions de cinq chapelles dénommées « Notre Dame de la Mère ou de la Mer », de Saint Augustin, où on localise l'agglomération gallo-romaine d’Augustodunum, ancêtre des villages de Port-Villez et Jeufosse,.

## Histoire

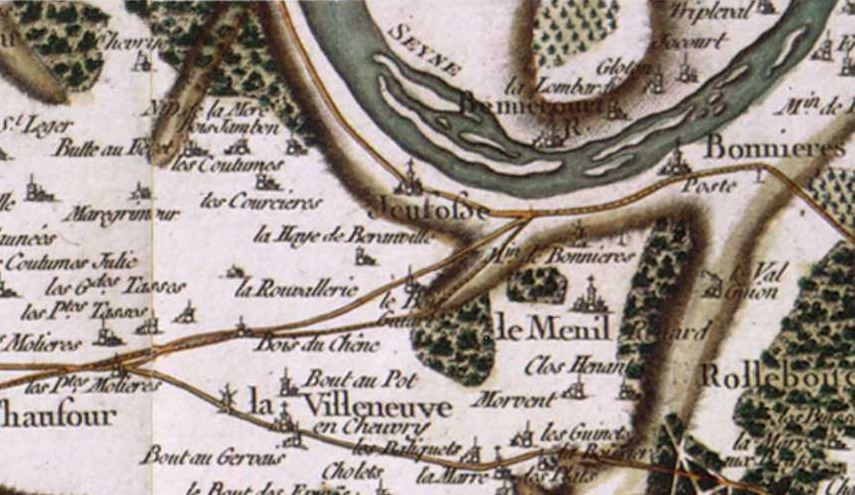
Notre-Dame-de-la-Mer sur la carte de Cassini (XVIIIe siècle)

Il convient de se reporter aux articles consacrés aux anciennes communes fusionnées, Port-Villez et Jeufosse.
Fusion de communes
La commune nouvelle a été créée à la demande des conseils municipaux de Jeufosse et Port-Villez par un arrêté préfectoral du 27 septembre 2018,.

## Politique et administration

### Rattachements administratifs et électoraux
La commune nouvelle se trouve  dans l'arrondissement de Mantes-la-Jolie du département des Yvelines.
Le territoire communal est également inclus dans  celui de l'opération d'intérêt national Seine-Aval.
Pour les élections départementales, la commune fait partie de Bonnières-sur-Seine.
Pour l'élection des députés, elle fait partie de la neuvième circonscription des Yvelines, une circonscription à dominante rurale du nord-ouest du département.

### Intercommunalité
Notre-Dame-de-la-Mer est membre de la communauté de communes des Portes de l’Île-de-France un établissement public de coopération intercommunale (EPCI) à fiscalité propre créé en 1993 — auquel les communes de Jeufosse et de Port-Villez avaient adhéré en 2006 et 2013 — et auquel la commune a transféré un certain nombre de ses compétences, dans les conditions déterminées par le code général des collectivités territoriales.

### Administration municipale
De 2019 jusqu'aux élections municipales de 2020, le conseil municipal de la commune nouvelle était constitué de l'ensemble des conseillers municipaux des anciennes communes. Pour la mandature 2020-2026, l'effectif du conseil municipal est surclassé et compte 19 membres,, y compris le maire et ses adjoints.
Au-delà, le conseil municipal sera constitué du même nombre de conseillers que les autres commune de sa strate démographique, soit 15.
À la suite de l'arrêté du 10 décembre 2021, les communes déléguées sont supprimées au 1er janvier 2022.

### Liste des maires
| Période      | Période                    | Identité         | Étiquette | Qualité                  |
| ------------ | -------------------------- | ---------------- | --------- | ------------------------ |
| janvier 2019 | octobre 2021               | Arlette Huan     | DVD       | Retraitée Démissionnaire |
| octobre 2021 | En cours (au 20 juin 2024) | Jean-Luc Mailloc | SE        | Retraité                 |

## Équipements et services publics

### Enseignement
La commune dispose d'une école qui scolarise en 2023/2024 66 enfants. Elle est dotée d'une cantine et d'un accueil périscolaire.

### Justice, sécurité, secours et défense
Sur le plan judiciaire, Notre-Dame-de-la-Mer fait partie de la juridiction d’instance de Mantes-la-Jolie et, comme toutes les communes des Yvelines, dépend du tribunal de grande instance ainsi que de tribunal de commerce sis à Versailles,.

## Population et société

### Démographie
La population des anciennes communes puis de la commune nouvelle est connue par les recensements menés régulièrement par l'Insee. Ces chiffres concernent le territoire de l'actuelle commune nouvelle.
En 2025, la commune nouvelle comptait 734 habitants.
| 1968 | 1975 | 1982 | 1990 | 1999 | 2010 | 2015 | 2021 |
| ---- | ---- | ---- | ---- | ---- | ---- | ---- | ---- |
| 407  | 450  | 418  | 461  | 522  | 673  | 659  | 707  |

### Manifestations culturelles et festivités
- Le pèlerinage catholique de Notre-Dame de la Mer : 
En 2002, Éric Aumônier, alors évêque de Versailles, décide de renouer avec une tradition médiévale, celle de demander la protection de la Vierge Marie à travers un pèlerinage face aux vagues successives de pillages menées par les Vikings au milieu du IXe siècle. 
Après avoir été ainsi relancé, le pèlerinage vers Notre-Dame-de-la-Mer rassemble plus d’un millier de pèlerins qui marchent chaque année, le 15 août, sur la route reliant la collégiale Notre-Dame de Mantes-la-Jolie à la chapelle de Notre-Dame-de-la-Mer, où se succèdent confessions et prières. En tête de cortège, une statue de la Vierge Marie guide la procession[27].
La 22e édition de ce pèlerinage a eu lieu pour la fête de l'Assomption 2024[28]

## Économie
Il convient de se reporter aux articles consacrés aux anciennes communes fusionnées.

## Culture locale et patrimoine
Il convient de se reporter aux articles consacrés aux anciennes communes fusionnées.

### Notre-Dame-de-la-Mer dans les arts et la culture
Claude Monet, qui habitait à Giverny, sur l'autre rive de la Seine, a peint de nombreux paysages à ce qui constitue désormais Notre-Dame-de-la-Mer.

Œuvres de Claude Monet
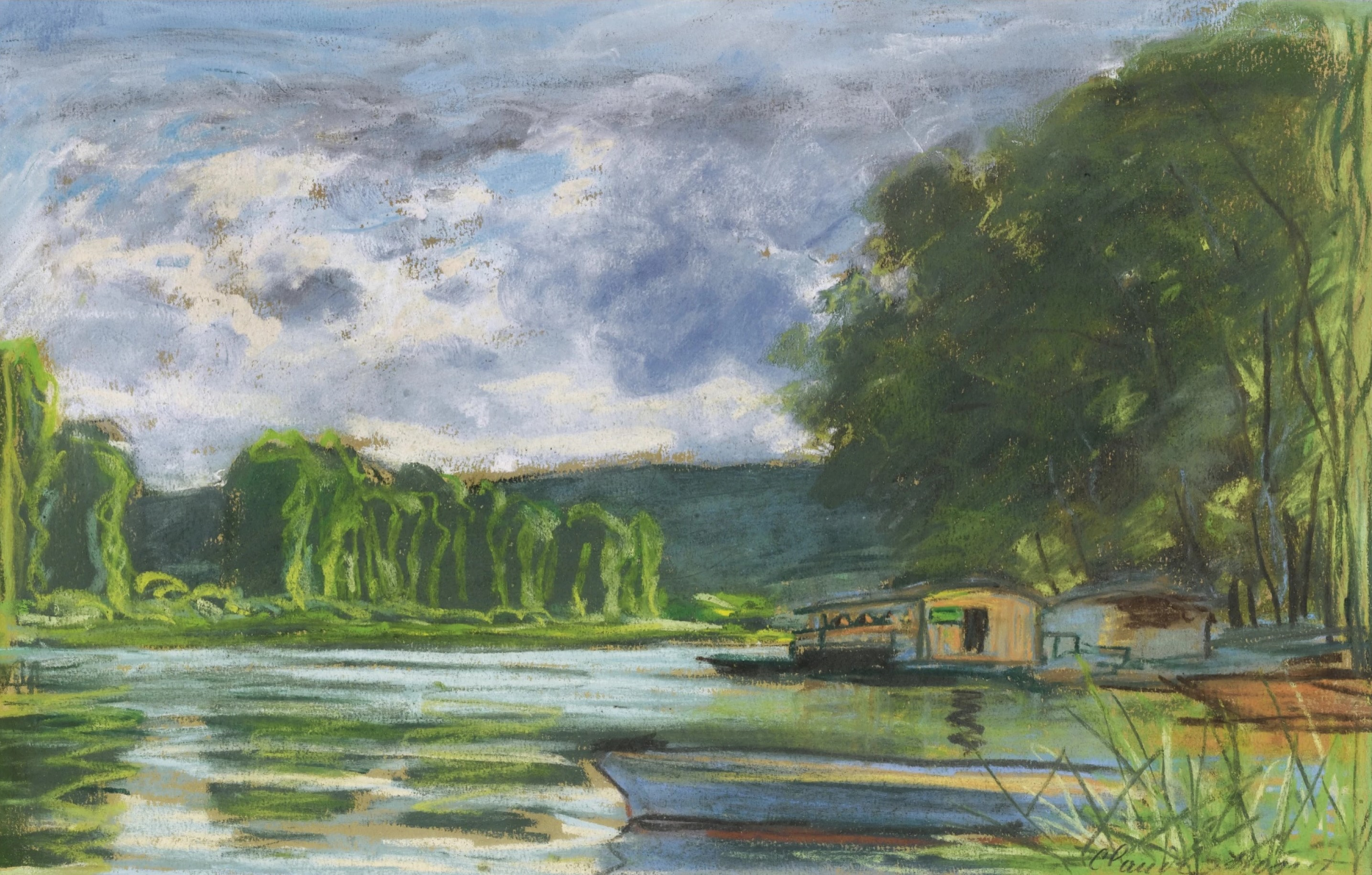
Paysage, bord de la Seine, près de Jeufosse (vers 1880, col. particulière).
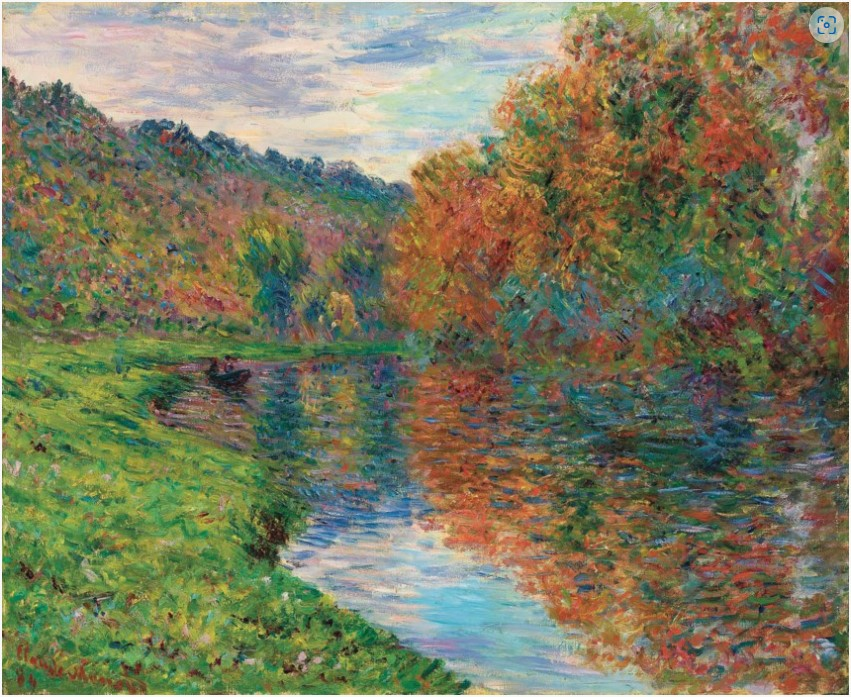
Le Bras de Jeufosse (1884, col. particulière).
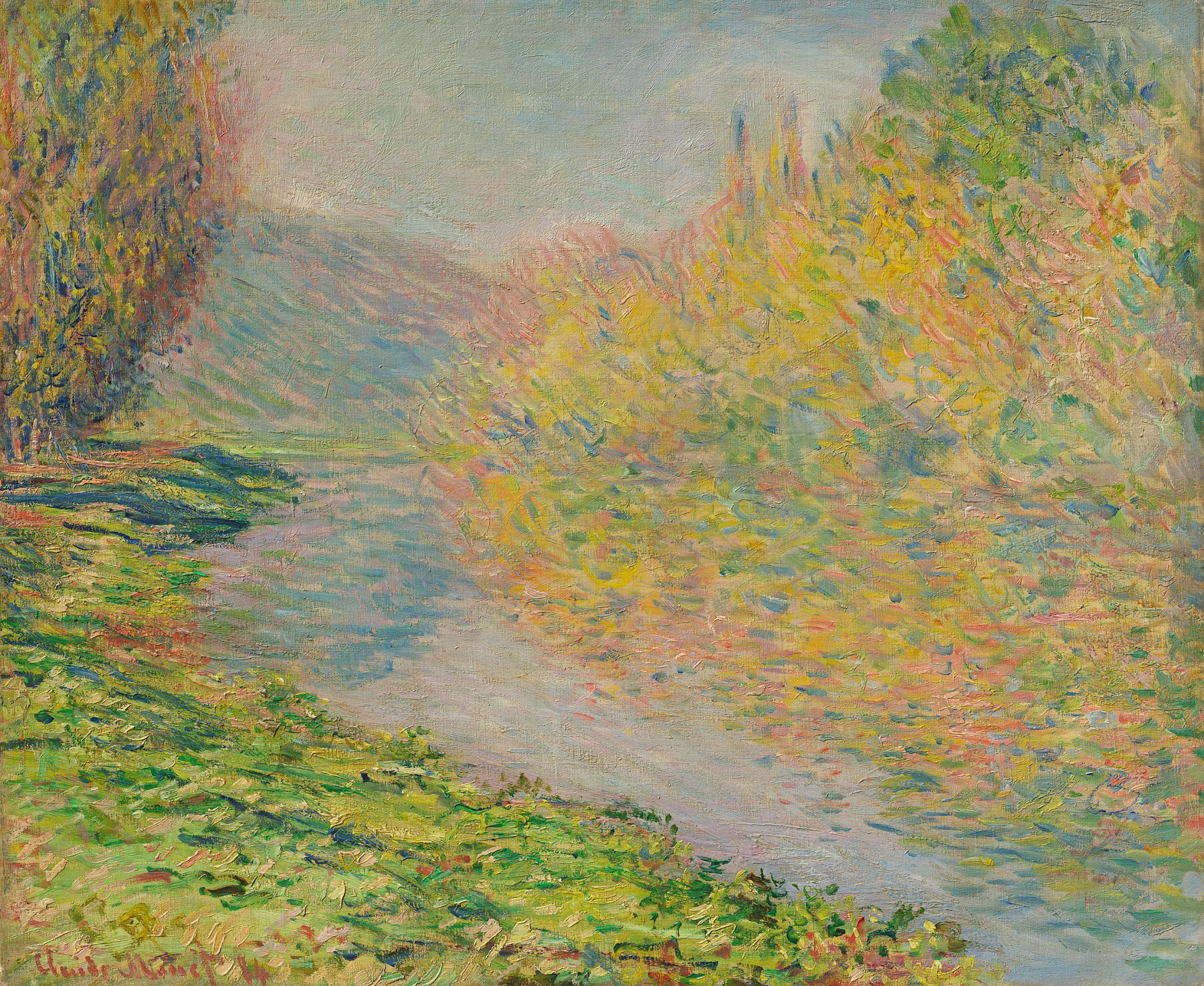
Printemps à Jeufosse (1884, collection Musée Barberini).
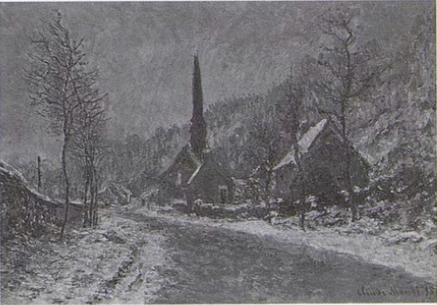
L'église de Jeufosse par temps de neige.

D'autres artistes ont également été inspirés par les lieux.

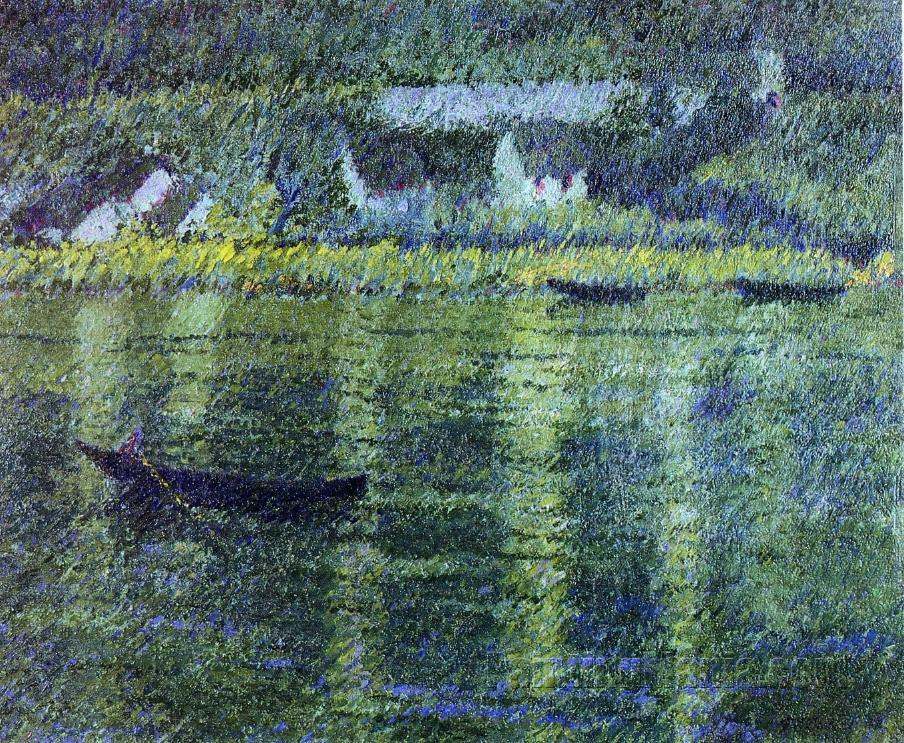
Theodore Earl Butler : Bateaux sur la Seine près de Port-Villez (1902)
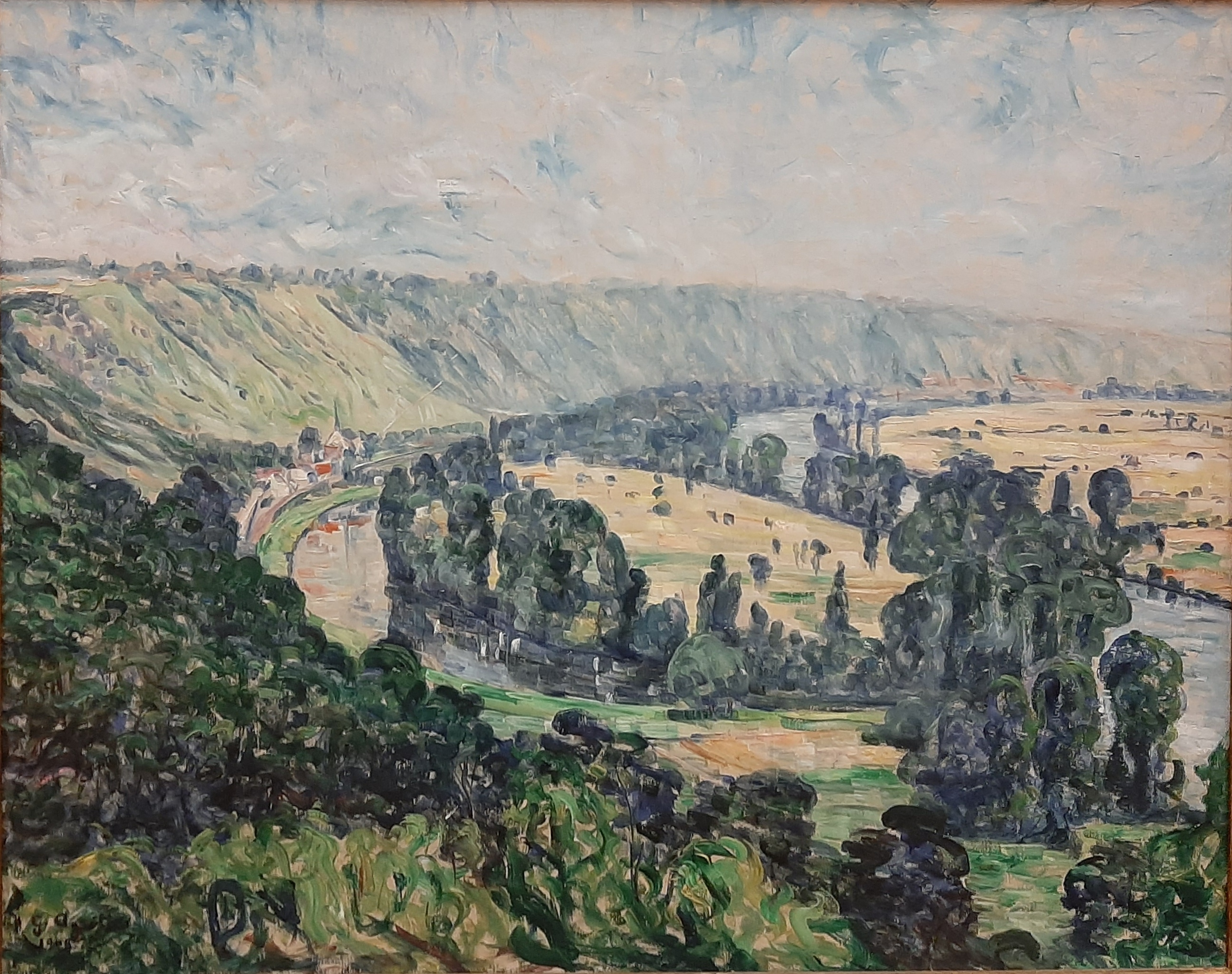
Georgette Agutte : L'ile de Jeufosse (1908, collection du Musée de Grenoble)

## Pour approfondir